# Eben Norton Horsford

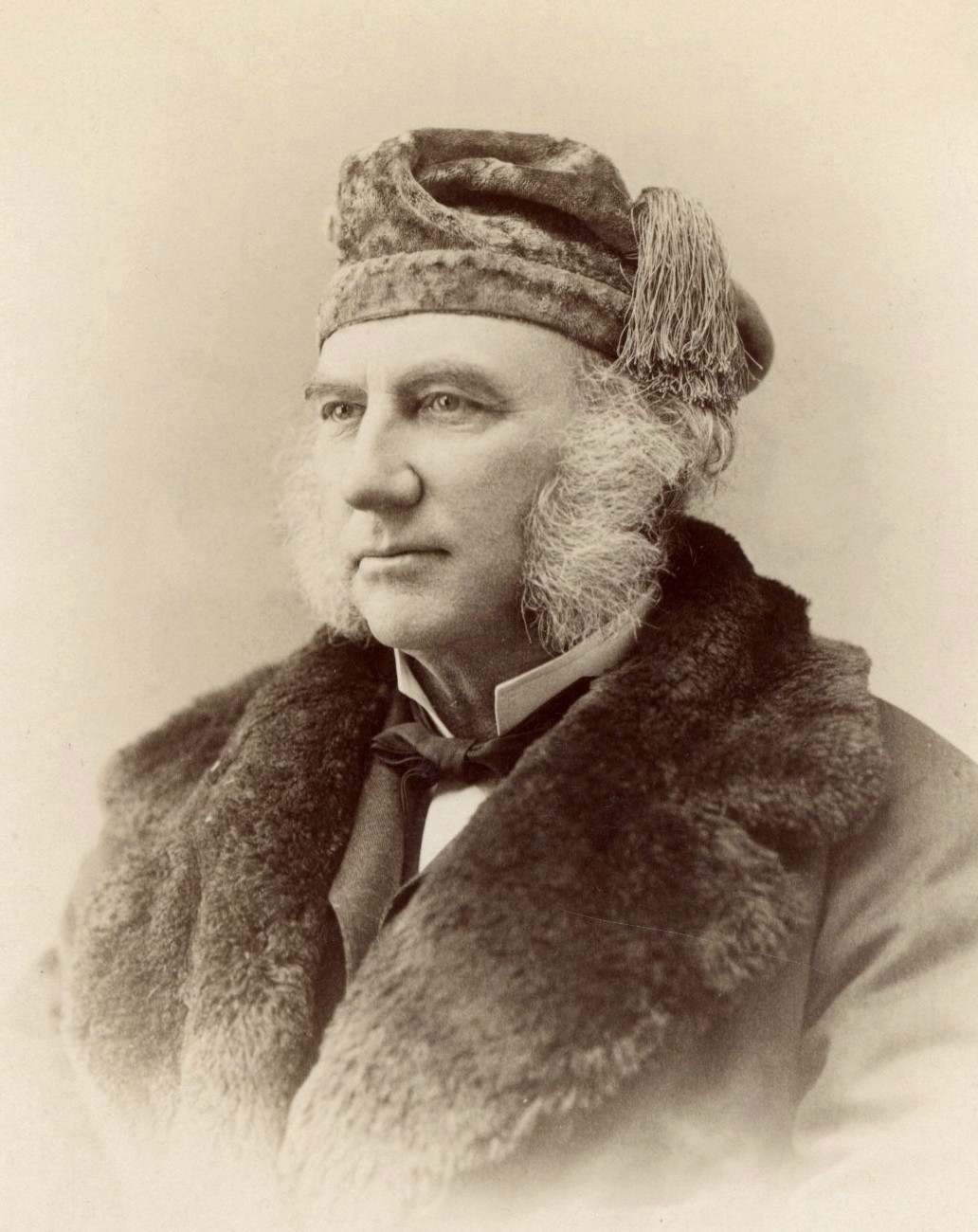
Eben Norton Horsford

Eben Norton Horsford (* 27. Juli 1818 in Moscow (heute: Livonia), New York; † 1. Januar 1893 in Cambridge, Massachusetts) war ein US-amerikanischer Wissenschaftler.
Horsford war ein Schüler des Gießener Chemikers Justus von Liebig und erfand das Backpulver. Er gilt in den USA als einer der Väter der modernen Ernährungswissenschaft. Er forschte aber auch auf anderen Gebieten, so zum Beispiel über geschichtliche Themen (z. B. Norumbega).
Horsford wurde 1847 an der Harvard University Professor und Lektor für Angewandte Wissenschaft und Technologie. Im selben Jahr wurde er in die American Academy of Arts and Sciences gewählt. Horsford lehrte Chemie und forschte über 16 Jahre an der Lawrence Scientific School in Harvard. Er publizierte Artikel in verschiedenen wissenschaftlichen Journalen über so unterschiedliche Themen wie Phosphate, Kondensmilch, Notfallrationen, Skandinavistik oder die Kunst Brot zu backen. Horsford war ein Unterstützer der Integration von Frauen in den Forschungsprozess und wurde dadurch Präsident des Unterstützervereines von Wellesley College, einer Schule für Frauen. Er spendete Geld, Bücher und andere Materialien, um das College zu unterstützen. Besonders berühmt und ebenfalls finanziell sehr lukrativ waren für Horsford die Erfindung des Backpulvers und seine Arbeiten über Kondensmilch. Seit 1849 war er Mitglied der American Philosophical Society.
1854 gründete er mit George Francis Wilson (1818–1883) die Rumford Chemical Works, um Backpulver zu produzieren.

## Werke
- Report on Vienna bread. Washington 1875.
- The Defences of Norumbega. 1891.
- The Theory And Art Of Bread-Making. 1861.